# TOSLINK
TOSLINK® er et standardiseret optisk fiberforbindelsessystem. Det bruges oftest i forbrugerlydudstyr (via et digitalt optisk stik), hvor det bærer en digital strøm af lyd mellem komponenter såsom Minidisc, cd-afspillere og DAT optagere. TOSLINK findes i billige 1 mm lysledere af plastic eller det kan bestå af højere kvalitets flertrådede optiske fibre eller endda optiske fibre af kvartsglas afhængig af den ønskede båndbredde og anvendelse.
| Telekommunikation | Spire Denne artikel om telekommunikation er en spire som bør udbygges. Du er velkommen til at hjælpe Wikipedia ved at udvide den. |